# نيكولاس ايديت
نيكولاس ايديت (بالفرنسية: Nicolas Edet )‏ (و. 1987  م) هو راكب دراجة هوائية فرنسي، شارك في طواف إسبانيا، وسباق طواف فرنسا 2017، وطواف فرنسا 2018، وسباق طواف فرنسا 2015، وطواف فرنسا 2016، وطواف إسبانيا 2013، وسباق طواف فرنسا 2014، وسباق طواف فرنسا 2012، وطواف فرنسا، وطواف فرنسا 2019، مركز لعبه هو متخصص التسلق ‏.

## سجل الفوز

### سباقات أو مراحل فاز بها
| التاريخ        | السباق                                       | المركز                  |
| -------------- | -------------------------------------------- | ----------------------- |
| 20 يونيو 2010  | 2010 Tour des Pays de Savoie                 |                         |
| 01 أغسطس 2010  | 2010 Tour Alsace                             |                         |
| 10 يونيو 2012  | كريثيديا دو دوفين 2012                       | الخامس في تصنيف الجبال  |
| 15 سبتمبر 2013 | طواف إسبانيا 2013                            | الأول في تصنيف الجبال   |
| 03 مايو 2015   | طواف يوركشاير 2015                           | الأول في تصنيف الجبال   |
| 30 مايو 2015   | جراند بريكس دو بلومليك-موربيهان 2015         |                         |
| 09 أبريل 2016  | طواف إقليم الباسك 2016                       | الثالث في تصنيف الجبال  |
| 19 يونيو 2016  | روتي دو سود 2016                             | الثالث في التصنيف العام |
| 11 سبتمبر 2016 | طواف دوبس 2016                               | الخامس في التصنيف العام |
| 14 سبتمبر 2016 | جي بي دي والوني 2016                         | الخامس في التصنيف العام |
| 23 فبراير 2017 | طواف بروفانس 2017                            | الخامس في التصنيف العام |
| 24 سبتمبر 2017 | 2017 Ronde van Gevaudan Languedoc-Roussillon |                         |
| 18 أغسطس 2018  | طواف ليموزين 2018                            | الفائز في التصنيف العام |
| 14 مارس 2020   | باريس-نايس 2020                              | الأول في تصنيف الجبال   |

## روابط خارجية
- نيكولاس ايديت على موقع الاتحاد الدولي للدراجات (الإنجليزية)
- نيكولاس ايديت على موقع أرشيف الدراجات (الإنجليزية)
- نيكولاس ايديت على موقع إحصائيات الدراجات الإحترافية (الإنجليزية)
- نيكولاس ايديت على موقع نسبة الدراجات (الإنجليزية)
- نيكولاس ايديت على موقع CycleBase (الإنجليزية)